# 1 Pułk Kawalerii (USA)
1 Pułk Kawalerii – jednostka United States Army utworzona w 1951 roku, ale jej tradycje sięgają pierwszej połowy XIX wieku, kiedy został sformowany Pułk Dragonów Stanów Zjednoczonych (ang. United States Regiment of Dragoons). Do chwili obecnej, przy szczególnie uroczystych okazjach (święto pułkowe, 4 lipca itp.), oddział występuje jako 1 Pułk Dragonów, chociaż na przestrzeni swych dziejów kilkakrotnie zmieniał nazwę: 1 Pułk Kawalerii Pancernej (1940), 1 Dywizjon Żandarmerii (1947), 1 Batalion Czołgów (1955) i ponownie 1 Pułk Kawalerii (1958).
Motto oddziału to: ANIMO ET FIDE (odważny i wierny). Godłem pułku jest czarny jastrząb ze wzniesionymi skrzydłami, co ma przypominać, że po pierwszej reorganizacji formacji w roku 1833 wielu jej oficerów wywodziło się z Batalionu Konnych Rangersów, który brał udział w wojnie Czarnego Jastrzębia. Jastrząb siedzi nad ciemnopomarańczową tarczą z żółtym wizerunkiem smoka (łac. draco, nawiązanie do ang. dragon).

## Dzieje formacji

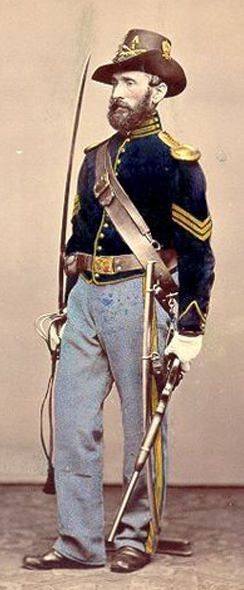
Sierżant kompanii A 1 Pułk Kawalerii w roku 1866

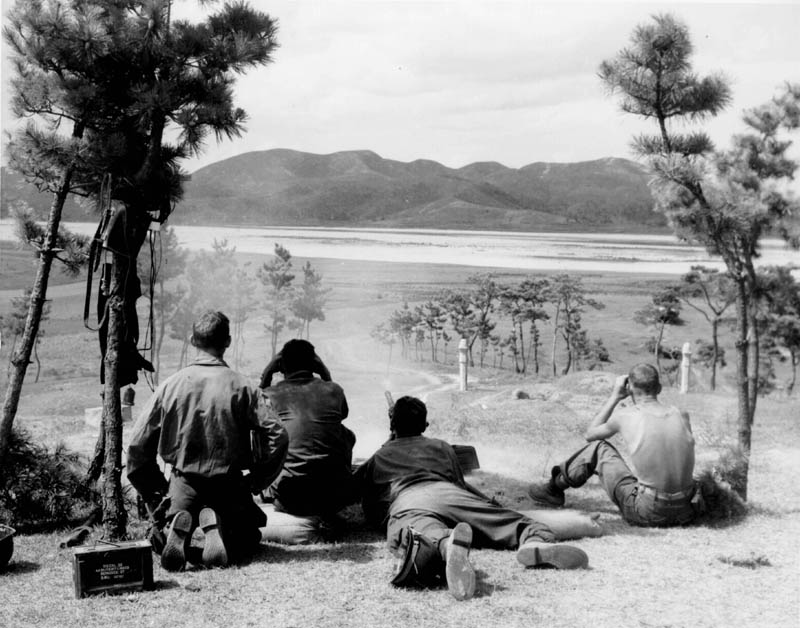
Żołnierze 1 RegKaw w Korei Południowej

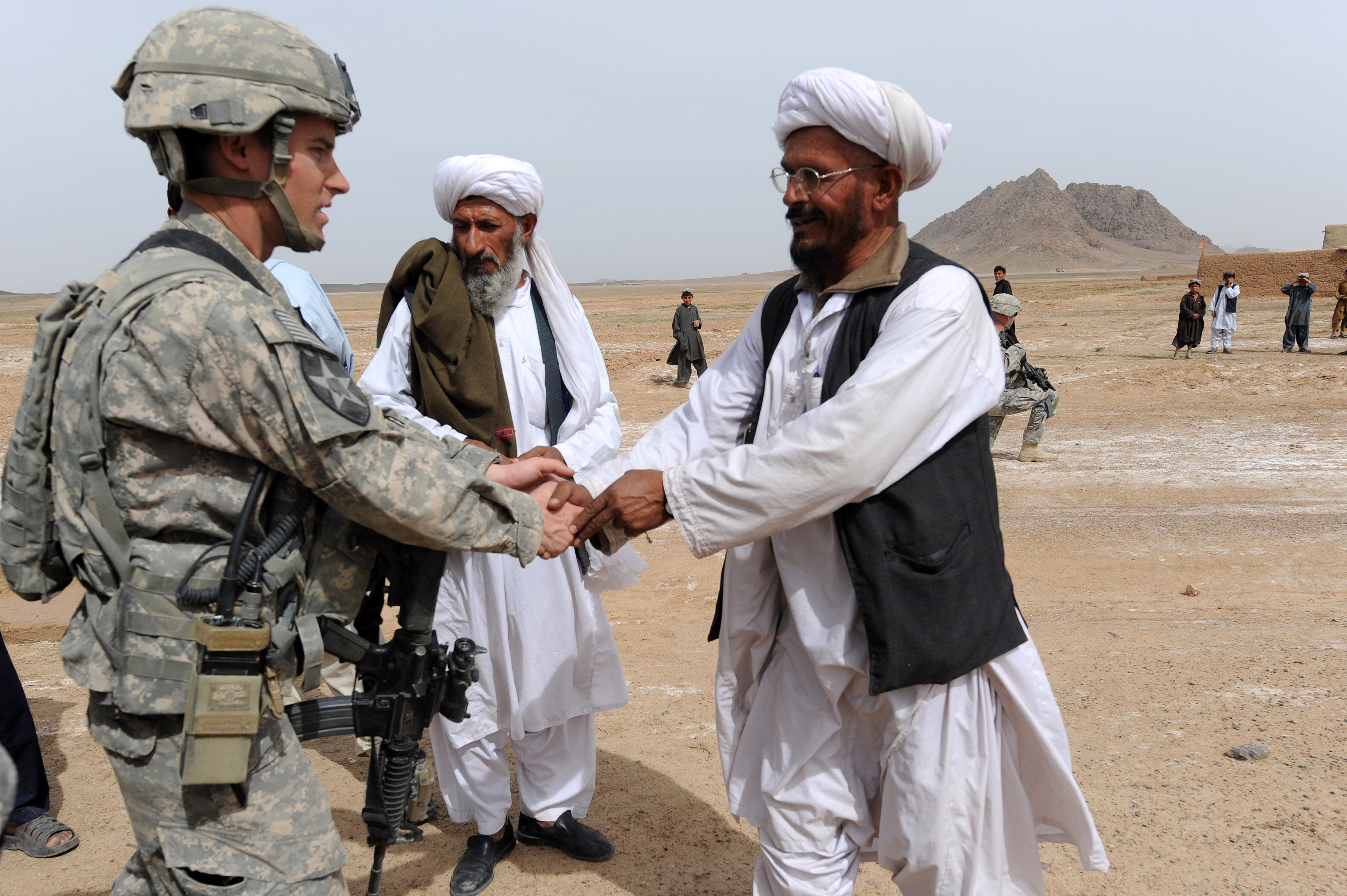
Oficer 1 Pułk w rozmowie ze starszyzną plemienną w 2010 roku w Afganistanie

"Pułk Dragonów Stanów Zjednoczonych" został zorganizowany na podstawie ustawy Kongresu z 2 marca 1833 roku. W czerwcu 1834 roku pułk został wysłany z ekspedycją karną przeciw Paunisom, w czasie której, mimo że zakończyła się już we wrześniu, jedna czwarta oficerów i żołnierzy zmarła „od gorączki”.
Nazwę zmieniono w 1836 roku na „1 Pułk Dragonów” (d-ca płk Henry Dodge, z-ca d-cy ppłk Stephen Kearny) po powstaniu 2 Pułku, nie zmieniły się natomiast jego zadania. Poszczególne kompanie patrolowały pogranicze Terytorium Indiańskiego próbując zapobiegać wkraczaniu białych na ziemie Indian, utrzymywać pokój między nimi, jak również pomiędzy poszczególnymi plemionami tubylców; żołnierze budowali też drogi i mosty. Pułkownik Dodge zrezygnował 4 lipca tegoż roku (został gubernatorem Wisconsin), a jego miejsce zajął ppłk Kearny. Pułk był zaangażowany w wojny seminolskie, ale stracił zaledwie kilku ludzi. W marcu 1837 roku Kearny ujednolicił umaszczenie koni każdej kompanii według następującego klucza: kompanie A i K – kare; B, F i H – gniade; C, D, E i I – bułane; a G – myszate.
W sierpniu 1842 roku, w związku z ogłoszeniem zakończenia wojen z Seminolami, Kongres drastycznie zmniejszył siły armii. 2 Pułk został rozwiązany, a pierwszy zredukowany z 75 do 40 koni w poszczególnych kompaniach.
Od roku 1844 zaczęło narastać napięcie na granicy USA z Meksykiem, i w efekcie, w 1846 roku wybuchła wojna amerykańsko-meksykańska. To wymagało zwiększenia liczebności armii – powołano między innymi 50 000 krótkoterminowych ochotników. Jednocześnie nastąpiła kolejna reorganizacja w dywizjach dowodzonych przez brevet generałów. W tymże 1846 roku Kearny otrzymał awans generalski i odszedł z pułku. 1 czerwca 1847 roku jego miejsce zajął płk Richard B. Mason. Generał Kearny został mianowany dowódcą „Armii Zachodu”, w skład której weszły kompanie B, C, G, I i K 1 Pułku Dragonów. Cała ta Armia liczyła około 3700 ludzi. Na jej kwaterę główną wyznaczono Fort Bent nad rzeką Arkansas. Stamtąd, 1 sierpnia wyruszyła w kierunku Santa Fé, które zajęto bez wysiłku i wymaszerowano ku Kalifornii, dokąd Kearny dotarł w grudniu. Tam też kawalerzyści stoczyli swą pierwszą (i przegraną) bitwę z Meksykanami (sam Kearny odniósł dwie rany).
W roku 1847 kompanie A i E walczyły pod rozkazami Zachary’ego Taylora, zaś D, F i K pod rozkazami Winfielda Scotta w Meksyku. Kompania F eskortowała gen. Scotta z Veracruz do Meksyku i brała udział w walkach pod murami miasta. W 1848 roku trzy kompanie wróciły do Stanów Zjednoczonych i obsadziły posterunki na zachodnim pograniczu. Tymczasem kompanie B, G i I uczestniczyły w lutym/marcu w kampanii gen. Sterlinga Price’a w stanie Chihuahua i wzięły udział w ataku na Santa Cruz de Rosales.
Gdy wybuchła wojna secesyjna, ówczesny Departament Wojny postanowił zreorganizować i ujednolicić nazwy oddziałów konnicy. Zgodnie z kolejną ustawą Kongresu z 3 sierpnia 1861 roku jednostka otrzymała dziś obowiązującą nazwę „1 Pułk Kawalerii”. Jej dowódcą został podpułkownik Edwin Sumner, który uprzednio służył w 1 Regimencie Dragonów, a kwaterą koszary pod Saint Louis w stanie Missouri.
Część kompanii 1 Pułku Kawalerii uczestniczyła w kampanii półwyspowej w Wirginii. 4 maja pod Williamsburgiem szwadron kpt. Benjamina Davisa zmusił szarżą konfederacką konnicę do ucieczki, wziął sztandar, ale stracił trzynastu ludzi. 27 czerwca pod Gaines Mill pułk stracił dalszych 26 żołnierzy. Jednostka uczestniczyła w walkach o Malvern Hill, Kelly’s Ford i podczas rajdu Stonemana. Pod Upperville pułk został rozproszony zmasowaną szarżą konnicy Legionu Jeff Davis oraz dwóch pułków kawalerii Karoliny Północnej i stracił od ciosów szabel 53 ludzi. Pod Gettysburgiem zginęło dalszych 16 kawalerzystów, a kilkakrotnie więcej w utarczkach podczas pościgu za konfederatami cofającymi się do Wirginii. W 1865 roku 1 Pułk Kawalerii uczestniczył we wszystkich większych bitwach, aż do starcia pod Appomattox Courthouse i kapitulacji Armii Północnej Wirginii.
Po zakończeniu wojny secesyjnej pułk skierowano do Saint Louis, skąd 29 grudnia 1865 roku odpłynął, przez Nowy Orlean i Przesmyk Panamski, do Kalifornii. Krótko stacjonował w San Francisco, ale w czerwcu 1866 roku kompanie zostały rozrzucone po całym obszarze Zachodu. Zaczęła się długoletnia, trudna i niebezpieczna służba, za którą 30 oficerów i żołnierzy nagrodzono Medalem Honoru. 18 z tych odznaczeń pułk otrzymał za walki z Apaczami w Arizonie, a dalszych 6 podczas „kampanii zimowej” gen. George’a Crooka (1872–1873).
W służbie patrolowo-eskortowej na dawnym pograniczu 1 Pułk Kawalerii – a w zasadzie jego rozproszone kompanie/szwadrony – spędził ponad trzydzieści lat, by na przełomie stuleci przejść do spokojnej służby garnizonowej w Forcie Hood w Teksasie. W I wojnie światowej nie uczestniczył. W roku 1935 mocno zredukowaną liczebnie jednostkę pozbawiono koni i zaczęto przygotowywać na przekształcenie w pułk kawalerii zmechanizowanej (1938), a następnie pancernej, co ostatecznie nastąpiło w roku 1940, mimo sprzeciwu wielu kawalerzystów, którzy nie chcieli mieć nic wspólnego ze „śmierdzącymi gazoliną potworami”. Ostatnich koni pułk pozbył się dopiero w 1943 roku i w działaniach na frontach II wojny światowej udziału nie brał, z wyjątkiem okazjonalnych działań poszczególnych kompanii na froncie włoskim.
W latach czterdziestych i pięćdziesiątych XX wieku jednostka – wyposażona w czołgi, samochody pancerne, jeepy, motocykle, a nawet konie – uczestniczyła w działaniach porządkowych i żandarmeryjnych US Army Constabulary w Europie, na Filipinach i w Korei.
7 stycznia 1963 roku powstała – na bazie części 1 Dywizji Kawalerii (Powietrznej), do której 1 Pułk należał od roku – eksperymentalna 11 Dywizja Powietrzno-Uderzeniowa. Składała się z trzech brygad piechoty, dwóch batalionów śmigłowców transportowych, dywizjonu lekkich śmigłowców obserwacyjnych oraz kompanii wielozadaniowych Bell UH-1 Iroquois. 1 lipca 2 Szwadron 1 Pułku został zwolniony ze służby żandarmeryjnej w Europie i wrócił do Stanów Zjednoczonych. 8 sierpnia opuścił Fort Hood i wyruszył do Wietnamu, gdzie został przyłączony do 4 Dywizji Piechoty i zakwaterowany w Pleiku. W czasie służby na Płaskowyżu Centralnym żołnierze uczestniczyli w walkach w Pleiku, Đắk Tô, Suoi Doi, Kon Tum i wielu innych, najczęściej bezimiennych, miejscach. W maju 1969 roku szwadron został przerzucony na południe, do Phan Thiết, gdzie wszedł w skład 1 Ugrupowania Polowego. „Czarne jastrzębie”, poruszając się wśród poletek ryżowych i plantacji kauczuku, wyróżnili się w akcjach wokół Phan Thiết, Song Mao, Phan Rang i innych miejscowości. 2 Szwadron opuścił Cam Ranh w Wietnamie w październiku 1970 roku i wrócił do Fortu Hood w Teksasie.
Z kolei 1 Szwadron 1 Pułku, który został rzucony do Wietnamu w roku 1967, służył w Chu Lai, Đà Nẵng, Tam Kỳ i Thach Khe. Oddział opuścił Wietnam 10 maja 1972 roku.
W ostatniej dekadzie XX wieku i od początku XXI wieku 1 Pułk Kawalerii uczestniczył w I i II wojnie w Zatoce Perskiej, a także w wojnie w Afganistanie.

## Znani żołnierze
- John Buford
- Jefferson Davis